# پوبلیوس کلودیوس پولچر
پوبلیوس کلودیوس پولچر (انگلیسی: Publius Clodius Pulcher؛ ۹۳ پیش از میلاد – ۱۸ ژانویه ۵۲ پیش از میلاد) اهل روم باستان یک سیاستمدار پوپولیست جمهوری روم و آشوبگر خیابانی در زمان تریوم‌ویرات اول بود. یکی از رنگارنگ‌ترین شخصیت‌های دوران خود، کلودیوس از نسل کلودیا اشرافی، یکی از قدیمی‌ترین و اصیل‌ترین خانواده‌های پاتریسی‌ها روم بود. در مراسم تدفین او، ساختمان سنای آن دوران، کوریا هوستیلیا، آتش گرفت و ویران شد.